# Гараев, Зуфар Фанилович
Зуфар Фанилович Гараев (тат. Зөфәр Фәнил Улы Гәрәев; род. 13 сентября 1972, Казань) — российский банкир, предприниматель, общественный деятель, председатель правления ПАО «Ак Барс» Банка с 2015 года.

## Биография
Родился 13 сентября 1972 года в Казани. Имеет два законченных высших образования, которые прекрасно дополняют друг друга, помогая выполнять важные решения в работе.
B 1994 году успешно завершил обучение в Казанском государственном университете имени В. И. Ульянова-Ленина, получив диплом юриста. В 1996 году окончил Международную академию маркетинга и менеджмента по специальности «Финансы и кредит». Имеет степень магистра экономики.
Однокурсники отмечают что Гараев блестяще учился — возможно, именно это помогло ему построить выдающуюся карьеру в финансовом секторе.

### Начало карьеры
Зуфар Гараев начал работать во время обучения еще в 1992 году. Его первая должность была связана с юридическим образованием — он был консультантом в Республиканском центре экстренной медицинской помощи.

### Работа в банках
После работы консультантом перешел в банковский сегмент, став заместителем начальника отдела валютных операций и международных расчетов в казанском филиале Межкомбанка.

#### Ключевые этапы в карьере
- С 1997 по 2001 год руководил Казанским филиалом Камкомбанка. C 2001 года находился на должности заместителя председателя правления банка. Ha этом посту работал до 2003 года.
- C 2003 по 2015 год работал в «Ак Барс» Банке на посту первого заместителя председателя правления.
- C ноября 2015 года работает председателем правления «Ак Барс» Банка. До этого две недели был исполняющим обязанности.

### Развитие «Ак Барс» Банка при Гараеве
Зуфар Гараев получил свою должность заслуженно — он реализовал несколько ключевых проектов, которые принесли ощутимую прибыль и укрепили позицию банка на рынке.
- B 2012-2013 годах занимался размещением внутренних облигационных займов. По состоянию на начало 2014 года их оценили в $15 млрд. Также Гараев привлек инвестиции на сумму $600 млн, разместив еврооблигации «Ак Барс» Банка со сроком погашения в 2022 году. Эти действия привели к тому, что банк смог повысить капитал II уровня. B это же время были размещены еврооблигации на сумму $500 млн.
- Гараев запомнился первой сделкой Мурабаха, положив начало развитию исламского банка России. Мурабаха — торговое соглашение, заменяющее стандартный договор займа. Активно применяется в исламских странах.
- Именно Гараеву приписывают весомый вклад в улучшении и развитии аналитической системы организации. Благодаря ему в банке появилось финансовое планирование и риск-менеджмент.

В 2024 году «Ак Барс» Банк имеет устойчивое положение небольшой банк, который представлен в 63 городах в 51 населенном пункте России. На 1 мая 2024 года в стране работает 166 отделений, банк оказывает более 100 услуг частным и корпоративным клиентам.

## Личная жизнь, увлечения
О семье Гараева нет информации. Он ведет закрытый образ жизни, афишируя только свою профессиональную деятельность в «Ак Барс» Банке.
Зуфар Гараев является активным общественным деятелем. B 2022 году он получил диплом XXII фестиваля «Созвездие-Йолдызлык» за участие в развитие движения и помощь в организации мероприятия.
Серьезно увлекается охотой.

## Награды
- Орден дружбы[2].
- В память 1000-летия Казани.
- Золотой знак Сабинского муниципального района[3].

## Факты
- Имеет долю в Камкомбанке и в группе компаний «Палп-инвест», производящей туалетные принадлежности (бумагу, полотенца, салфетки и т. д.) в Татарстане.[4]
- Входит в топ богатых людей Татарстана (60-е место в 2022 году).[5]
- Занял первое место в рейтинге эффективных управленцев Республики Татарстан в категории «Банки и финансы» по версии читателей РБК-Татарстан в 2017 году.
- Заключил первую в России сделку по схеме «мурабаха» на сумму $60 млн.
- Получил статус заслуженного экономиста Республики Татарстан и Российской Федерации.
- Получил благодарственное письмо от Раиса Республики Татарстан Рустама Минниханова.
- Общая сумма активов банкира на 2022 год составила более 2,2 млрд рублей.